# Équipe de Roumanie masculine de water-polo

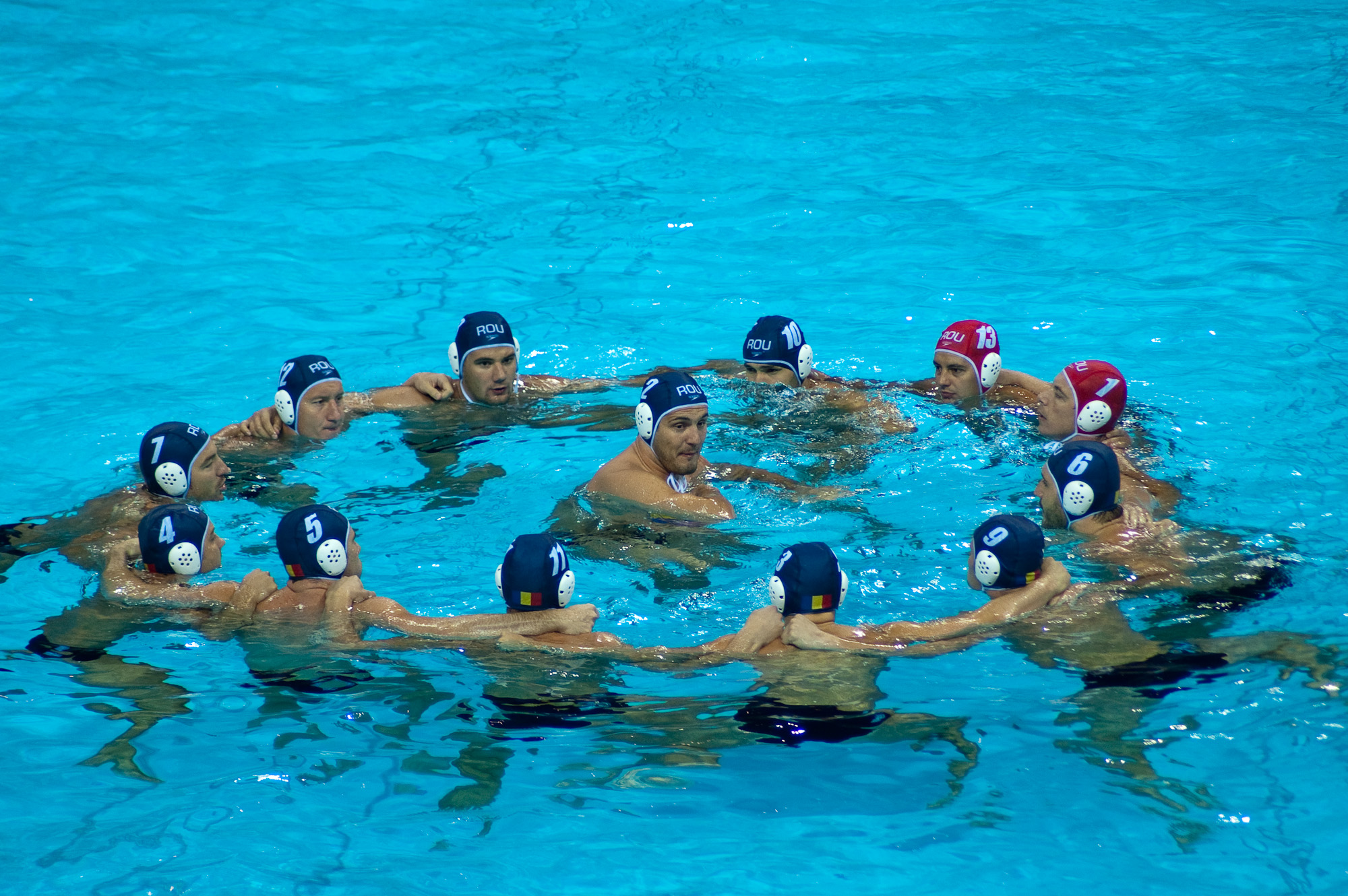
Equipe roumaine de water-polo masculin lors des JO d'été de 2012.

L'équipe de Roumanie de water-polo masculin est la sélection nationale représentant la Roumanie dans les compétitions internationales de water-polo masculin. 
Les Roumains sont quatrièmes des Jeux olympiques de 1976 et aux Championnats d'Europe 1993 et 2006.

## Performances dans les compétitions internationales

### Jeux olympiques
- 1980 : 9e place
- 1996 : 11e place
- 2012 : 10e place
- 2024 : 12e place

## Personnalités
- Nicolae Firoiu
- Vlad Hagiu
- Cornel Mărculescu